# Nassenfels
Nassenfels település Németországban, azon belül Bajorországban. Lakosainak száma 2338 fő (2023. december 31.).

## Népesség
A település népessége az elmúlt években az alábbi módon változott:
| Lakosok száma | 386  | 631  | 1328 | 1411 | 1977 | 2033 | 2186 | 2205 | 2263 | 2338 |
|               | 1875 | 1950 | 1975 | 1987 | 2012 | 2014 | 2016 | 2017 | 2021 | 2023 |